# Scorpaenopsis pluralis
Scorpaenopsis pluralis és una espècie de peix pertanyent a la família dels escorpènids.
És un peix bentònic que fa 7,4 cm de llargària màxima. S'asumeix que es nodreix de peixos i crustacis. És un peix marí, demersal i de clima tropical que viu entre 100-110 m de fondària. Es troba al Pacífic oriental central a les illes Hawaii.
És inofensiu per als humans.